# Helena Pietrzak
Helena Pietrzak – polska prawnik, kanonistka, doktor habilitowany nauk prawnych, nauczyciel akademicki Uniwersytetu Kardynała Stefana Wyszyńskiego w Warszawie, specjalistka w zakresie prawa cywilnego, prawa wyznaniowego i prawa kanonicznego.

## Życiorys
W 1999 ukończyła studia na Wydziale Prawa Kanonicznego Akademii Teologii Katolickiej w Warszawie. Tam też w 2002 w ramach UKSW na podstawie rozprawy pt. Opodatkowanie kościelnych osób prawnych i fizycznych według aktów prawnych i praktyki władz Polskiej Rzeczypospolitej Ludowej napisanej pod kierunkiem ks. dr. hab. Józefa Wroceńskiego uzyskała stopień naukowy doktora nauk prawnych w zakresie prawa kanonicznego. W 2014 na Wydziale Prawa, Prawa Kanonicznego i Administracji Katolickiego Uniwersytetu Lubelskiego Jana Pawła II na podstawie dorobku naukowego oraz pracy pt. Prawo do ustalenia tożsamości w polskim porządku prawnym uzyskała stopień doktora habilitowanego nauk prawnych w zakresie prawa. Została adiunktem w Katedrze Prawa Polskiego Wydziału Prawa Kanonicznego UKSW.
Została odznaczona Srebrnym Krzyżem Zasługi.